# Agnes Baltsa
Agnes Baltsa, właśc. Agni Baltsa (gr. Αγνή Μπάλτσα; ur. 19 listopada 1944 w Lefkas) – grecka śpiewaczka, mezzosopran koloraturowy i alt.
Studia muzyczne rozpoczęła w Atenach, następnie kontynuowała je w Monachium i Frankfurcie n. Menem.
Zadebiutowała w 1968 jako Cherubin w  Weselu Figara Mozarta w Operze we Frankfurcie, w 1969 wystąpiła w Operze Wiedeńskiej.
Często współpracowała z dyrygentem Herbertem von Karajanem – występowała w prowadzonych przez niego przedstawieniach na festiwalach w Salzburgu, m.in. w 1977 w Salome R. Straussa, a w 1985 w Carmen Bizeta. W styczniu 1990 wystąpiła razem z J. Carrerasem po jego powrocie na scenę po chorobie.
Baltsa jest doskonałą wykonawczynią partii w utworach Mozarta, Rossiniego i Richarda Straussa.